# Donghua Li
Donghua Li (Chengdu, 10 november 1966) is een Zwitsers turner. 
Li was in training om namens China deel te nemen aan de Olympische Zomerspelen 1988, maar door een val van brug blesseerde hij zijn nek en werd om die reden niet geselecteerd. In dat jaar ontmoette Li in Beijing een Zwitserse toeriste. Li trouwde met haar en ging met haar mee naar Zwitserland. Na vijf jaar in Zwitserland gewoond te hebben kon hij de Zwitserse nationaliteit aanvragen. Li haalde in 1994 de bronzen medaille op het paard voltige. Een jaar later werd Li in Sabae wereldkampioen op het paard voltige.
Li behaalde zijn grootste succes met het winnen van olympisch goud tijdens de spelen van 1996. Dit was de eerste Zwitserse olympische medaille bij het turnen sinds 1952.

## Resultaten

### Olympische Zomerspelen
| Jaar | Plaats  | Resultaten           |
| ---- | ------- | -------------------- |
| 1996 | Atlanta | op het paard voltige |

### Wereldkampioenschappen turnen
| Jaar | Plaats   | Resultaten           |
| ---- | -------- | -------------------- |
| 1994 | Brisbane | op het paard voltige |
| 1995 | Sabae    | op het paard voltige |
| 1996 | San Juan | op het paard voltige |

1896: Louis Zutter ·
1904: Anton Heida ·
1924: Josef Wilhelm ·
1928: Hermann Hänggi ·
1932: István Pelle ·
1936: Konrad Frey ·
1948: Paavo Aaltonen, Veikko Huhtanen, Heikki Savolainen ·
1952: Viktor Tsjoekarin ·
1956: Boris Sjachlin ·
1960: Eugen Ekman, Boris Sjachlin ·
1964: Miroslav Cerar ·
1968: Miroslav Cerar ·
1972: Viktor Klimenko ·
1976: Zoltán Magyar ·
1980: Zoltán Magyar ·
1984: Li Ning, Peter Vidmar ·
1988: Dmitri Bilozertsjev, Zsolt Borkai, Ljoebomir Geraskov ·
1992: Pae Gil-su, Vitali Tsjerbo ·
1996: Donghua Li ·
2000: Marius Urzică ·
2004: Teng Haibin ·
2008: Xiao Qin · 
2012: Krisztián Berki · 
2016: Max Whitlock · 
2020: Max Whitlock · 
2024: Rhys McClenaghan